# Cantone di Autize-Égray
Il Cantone di Autize-Égray è una divisione amministrativa dell'arrondissement di Niort.
È stato costituito a seguito della riforma approvata con decreto del 18 febbraio 2014, che ha avuto attuazione dopo le elezioni dipartimentali del 2015.

## Composizione
Comprende i 27 comuni di:
- Ardin
- Béceleuf
- Le Beugnon
- Le Busseau
- Champdeniers-Saint-Denis
- La Chapelle-Bâton
- La Chapelle-Thireuil
- Cherveux
- Coulonges-sur-l'Autize
- Cours
- Faye-sur-Ardin
- Fenioux
- Germond-Rouvre
- Pamplie
- Puihardy
- Saint-Christophe-sur-Roc
- Saint-Laurs
- Saint-Maixent-de-Beugné
- Saint-Maxire
- Saint-Pompain
- Saint-Rémy
- Sainte-Ouenne
- Sciecq
- Scillé
- Surin
- Villiers-en-Plaine
- Xaintray